# Garce
Das (der) Garce, auch Gars, die Garssa und Garse, war ein Volumenmaß und besonders als Getreidemaß in verschiedenen Gebieten wie Ceylon, Madras und Pondicherry und weiteren Regionen Ostindien verbreitet. Gebraucht wurde das Maß auch als Gewichtseinheit und als Längenmaß.

## Volumenmaß
Die Maßkette war in Madras
- 1 Garce = 80 Parahs = 400 Marcals = 3200 Puddies = 25.600 Ollucks
- 1 Garce = 4916 Liter[3]

Einzelwerte waren
- Das Parah = 3097,8 Pariser Kubikzoll = 61,45 Liter (= 61,44889 Liter[4]
- Das Marcal = 619,56 Pariser Kubikzoll = 12,29 Liter
- Das Puddy = 77,445 Pariser Kubikzoll = 1,5362 Liter
- Das Olluck = 9,6807 Pariser Kubikzoll = 0,19203 Liter

Die Maßkette in Masulipatam (Präsidentschaft Madras)
- 1 Garce = 3 Candies = 240 Meecols = 1440 Mannifahs = 2880 Zavahs = 5760 Solahs = 11.520 Arsolahs = 23.040 Gidsdahs[5]
- 1 Garce = 18 15/16 Imperial-Quarters (engl.)

In Colombo war
- 1 Garce/Gahrs = 200 Parrahs = 5 Amomams[6]

Der kleinere Parrahs war vom Artikel abhängig und war bei Kaffee = 30 bis 35, bei Pfeffer 27 bis 30, bei Reis 42 bis 46 und bei Salz 52 bis 55 Pfund engl. Avoirdupois, so dass der Garce keinen festen Wert hatte.
In französisch verwalteten ostindischen Gebieten war
- 1 Garce = 125 Gallons = 1500 Marcal = 3000 Pakka[8] = 44,869 Hektoliter[9]

Garce war ein vietnamesisches Volumenmaß für trockene Waren und Getreide (Getreidemaß) und so war:
- 1 Garce = 44,86 Hektoliter[10]

## Gewichtsmaß
Die Garssa/Garce  war eine Masseneinheit (Gewichtsmaß) in Pondicherry und Madras. Das Maß war für trockene Ware gedacht, aber doch recht unterschiedlich.
- Pondicherry: 1 Garssa = 600 Mercals ≈ 7200 Pfund (franz.) (Weizen)[11]
- Pondicherry: 1 Garssa/Garce  = 145 ½ Körbe (1 K. 24,491 Kilogramm) (Reis)[12]
- Madras 1 Garssa = 150 Körbe (Reis)[12]

## Längenmaß
Abweichend war der Garce auch ein kleineres Längenmaß in der britischen Präsidentschaft Bombay.
- 16 Garce = 1 Gös (Gaz) = 32 Zoll = 360,3 Pariser Linien = 0,8128 Meter
- in Kalkutta 1 Gös (Guz) = 319,77 Pariser Linien = 0,72135 Meter